# 格蘭特鎮區 (密歇根州紐威哥縣)
格蘭特鎮區（英語：Grant Township）是位於美國密歇根州紐威哥縣的一個行政鎮區。

## 地方資料
格蘭特鎮區的面積為93.40平方千米，當中陸地面積為93.00平方千米，而水域面積為0.40平方千米。根據2020年美國人口普查的數據，當地共有人口3298人，而人口密度為每平方千米35.31人。